# Південно-Східний департамент
Південно-Східний департамент (фр. Le département du Sud-Est, гаїт. креол. Sidès) — один з десяти департаментів Гаїті.
Площа 2 034 км², населення у 2009 році становило 575 293 чоловік. Адміністративний центр — місто Жакмель.

## Округи і комуни
Департамент поділяється на 3 округи та на 9 комун:
- Округ Бене
  - Бене е Кот-де-Фер (Bainet et Côte-de-Fer)
- Округ Белль-Анс
  - Белль-Анс (Belle-Anse)
  - Гран-Гозьє (Grand-Gosier)
  - Анс-а-Пітр (Anse-à-Pitre)
  - Тіотт (Thiotte)
- Округ Жакмель
  - Жакмель (Jacmel)
  - Мариго (Marigot)
  - Ке-Жакмель (Cayes-Jacmel)
  - Ля Валле де Жакмель (La Vallée de Jacmel)

## Населені пункти
- Банан (Banane)
- Буркан-Бельє (Bourcan-Bélier)
- Кавальє (Cavalier)
- Кутела (Coutelas)
- Форе-де-Пен (Forêt-des-Pins)
- Ля-Фон (La-Fond)

| Гаїті | Це незавершена стаття з географії Гаїті. Ви можете допомогти проєкту, виправивши або дописавши її. |